# كريتاي
كريتاي (بالفرنسية: Créteil)‏ مدينة فرنسية تقع في الضاحية الجنوبية الشرقية لباريس، وتبعد 11.5 كيلومتر (7.1 ميل) عن وسط مدينة باريس. وتعتبر كريتاي المركز الإداري في منطقة فال دو مارن، يوجد فيها أيضا كرسي أبرشية الروم الكاثوليك، وفيها أكاديمية وطنية وهي واحدة من 30 أكاديمية وطنية تابعة لوزارة التربية في فرنسا.

## الاسم
تم تسجيل اسم كريتاي لأول مرة باسم كريستويلوم، كما جاء في مذكرات أحد الرهبان واسمه أوزارد في عام 865. وكريستويلوم كلمة سلتيكية جاءت من كريست (Crist) والتي تعني الفسحة المشمسة وأوليوم (olium) أي القمة. ومن ثم تم تحريفه إلى كريستوال (Cristoill) ثم كريستوي (Cristeuil) إلى كريستول (Cresteul) إلى أن وصل اسمه إلى كريتوي (Creteuil) وأخيراً أصبح باسمه الحالي كريتاي (Créteil).

## السكان
ارتفع عدد سكان كريتاي من 4.923 نسمة في العام 1901 إلى 13.793 نسمة في عام 1954 ثم 30.403 نسمة في عام 1962، وبلغ عدد سكانها 88.939 نسمة حسب إحصاء سنة 2006، و90.528 نسمة عام 2011، ثم انخفض إلى 89.989 نسمة في العام 2013.

## التاريخ
من فترة عصور ما قبل التاريخ توجد في المنطقة بعض البقايا الصوانية العائدة للعصر الحجري القديم، ولكن هذه البقايا تزداد في فترة العصر الحجري الحديث حيث تم العثور على العديد من أحجار الصقل الضخمة التي تعد إحدى مفاخر عصور ما قبل التاريخ في كريتاي، وكذلك الفؤوس الحجرية التي اكتشفت في منطقة مونت ميسلي.
أما من عصور البرونز فقد تم العثور على العديد من الأسلحة والتي تم حفظها في المتحف البريطاني في لندن.
ومن القرن العشرين قبل الميلاد، تم العثور على بعض القطع النقدية التي كان يستخدمها الغاليون، كما تم العثور على مشغل لسك النقود في منطقة ميناء كريتاي النهري.
أولى المصادر الكتابية التي أشارت إلى مدينة كريتاي تعود إلى الميروفنجيين، حيث تم ذكرها في القرن التاسع الميلادي في لائحة شهداء أوزوارد الدينية باسمها الغالي (Cristolium)، حيث بين من خلال كتاباته بأن هذا المكان قد قدم العديد من الشهداء المسيحيين. الاسم الغالي مؤلف من مقطعين: السابقة (Crist) وهي الفسحة الشمسية في الغابات ويقابلها باللغة الفرنسية كلمة (clairière) واللاحقة (olium) وتعني القمة ويقابلها باللغة الفرنسية كلمة (crête) إشارة إلى قمة مرتفع ميسلي (مونت ميسلي Mont-Mesly)، ومن اللاحقة (crête) أتى الاسم الفرنسي الحالي للمدينة (Créteil). وقد ذهب بعض علماء اللغات بعيداً بربط اسم المدينة باسم المسيح (Christ) وذلك بالاعتماد على بعض الأساطير الدينية التي تقول بمباركة القديس أغوارد (استشهد في العام 400 م) للمدينة، ولكن هذه الرواية قد تم دحضها من قبل المؤرخين واعتبروها مجرد مونتاج عبثي. ومع ذلك فان المؤرخين لم يدحضوا فرضية بناء أول كنيسة في كريتاي في القرن الخامس الميلادي.
هناك سند من العام 1150يقول بأن قطاع ميش (Mèche) كانت ملكيته تعود لأبرشية سان جيرمان لوكسيغوا الباريسية (Saint-Germain-l'Auxerrois)، وسند آخر من العام 1178 يشير إلى أن ملكية قطاع ميسلي (Mesly) تعود إلى دير سان مور دي فوسي (l'abbaye de Saint-Maur-des-Fossés).
من الناحية المعمارية، فقد تم تأريخ برج الناقوس لكنيسة سان كريستوف (église Saint-Christophe) على القرن الحادي عشر ميلادي، بينما تم تأريخ بقية أجزاء الكنيسة على القرن الثالث عشر ميلادي، أما برج الحمام فقد تم بناؤه في القرن الرابع عشر ميلادي.
أما قرية كريتاي في العصور الوسطى فقد تم بناؤها ضمن سور ضخم على مفرق خمس طرق، أما المدينة فقد تم بناؤها على امتداد الخمسة محاور المؤدية إلى قرية كريتاي، مما أعطاها شكل نجمة بخمسة أضلاع.
كريتاي هي قبل كل شيء عبارة عن بلدة تقع على مفترق الطرق، فاستفادت من تموضعها الجغرافي على هذه المحاور الطرقية وعلى ضفة النهر. وفي العام 1390 كان سور القرية المخترق من أربعة أبواب رئيسية ما يزال في مكانه ويضم بداخله نحو ستين بيتاً.
الظروف المناخية السيئة بين نيسان 1315 ونيسان 1316 حيث الأمطار الغزيرة والبرد القارس في ربيع عام 1315 منع المواسم من النضوج وتلاه شتاء قاس بين كانون الأول 1315 وفترة عيد الفصح لعام 1316، كل ما سبق أدى إلى إتلاف موسم العنب في مونت ميسلي مما أفضى إلى مجاعة ضربت قرية كريتاي كغيرها من المدن والقرى الفرنسية.
حرب المئة عام كانت مؤذية لقرية كريتاي بالتحديد، ففي العام 1418 وقعت القرية تحت الاحتلال الأنغلو ــ بورغندي الذي عزل القرية لفترة من الزمن ومن ثم تركها بدمار كامل، حتى صحن الكنيسة تم تدميره. كما عرفت نهايات القرن الخامس عشر أحداثاً أخرى في كريتاي بسبب الثورة الإقطاعية التي قادها بعض الأمراء بوجه توسعات ملك فرنسا في العام 1465، ولكن كريتاي ضمدت جراحها، وفتح مشفى أوتيل ديو (Hôtel-Dieu) أبوابه فيها في العام 1471.
بقيت كريتاي عبارة عن إقطاعيات كنسية طوال هذه الفترة، ففي العام 1548 أصبحت كريتاي إقطاعية لأسقف باريس جان دي بيلاي (Jean du Bellay).
في فترة الحروب الدينية وتحديداً في عام 1567، هاجم الهوغونتيون المدينة ونهبوها وأحرقوا الكنائس والوثائق المحلية مما أدى إلى اختفاء الكثير من تاريخ المدينة الموثقة والمسجلة.
حدثت اضطرابات كبيرة في عام 1648 من قبل السكان المحلين وأدى ذلك إلى إجلاء سكان كريتي.
تعرضت المدينة إلى نقص شديد في الغذاء والمؤن بسبب الشتاء القارس الذي عصف بالمنطقة عام 1709 والتي اسفرت عن وفاة 69 شخص بحسب السجلات الموجودة في كريتي.
في بداية القرن الثامن عشر، بدأ بناء المنازل المتوسطة، وقد استعملت تلك المنازل من قبل جنود القوات الروسية التي كانت تقوم بزيارة لفرنسا في عام 1814 وذلك في المنطقة اتي تمتد بين الجسر الذي يربط بين كريتيه مارن وسان مور-ديس، تعرضت المدينة لفترة قاسية في الحرب الفرنسية البروسية عام 1870. وقد تعرضت للنهب والدمار من قبل البروسيين في حين أن المعركة التي وقعت بالقرب من قمة ميسلي المطلة على المدينة عام 1870 خلّفت 179 قتيلا.

## وصلات خارجية
- Official website الموقع الرسمي مدينة كريتيل
- Paris XII- Val-de-Marne University located in Créteil موقع جامعة فال دو مارن في كريتيل